# Paul H. Boeker
Paul Harold Boeker (* 2. Mai 1938 in St. Louis, Missouri; † 29. März 2003 in San Diego, Kalifornien) war ein US-amerikanischer Diplomat.

## Leben
Paul Harold Boeker begann nach dem Schulbesuch ein grundständiges Studium am Dartmouth College und beendete dieses mit einem Bachelor of Arts (B.A.) magna cum laude. Ein postgraduales Studium der Wirtschaftswissenschaften an der University of Michigan schloss er mit einem Master of Arts (M.A. Economics) ab. Er wurde Mitglied der akademischen Ehrengesellschaft Phi Beta Kappa. Danach trat er in den diplomatischen Dienst und fand verschiedene an Auslandsvertretungen wie in Kolumbien und der Bundesrepublik Deutschland sowie im US-Außenministerium im Planungsstab (State Department Policy Planning Staff) während der Amtszeit von Außenminister Henry Kissinger.
Am 15. September 1977 wurde Boeker zum Botschafter der Vereinigten Staaten in Bolivien ernannt und übergab dort am 26. Oktober 1977 als Nachfolger von William Perry Stedman Jr. seine Akkreditierung. Er verblieb auf diesem Botschafterposten bis zum 17. Februar 1980, woraufhin Marvin Weissman seine Nachfolge antrat. Für den Schutz US-amerikanischer Staatsbürger während eines Militärputsches 1979 wurde ihm der Superior Honor Award des Außenministeriums verliehen.
Nach seiner Rückkehr wurde er am 9. März 1980 als Nachfolger von George Stoney Springsteen Jr. zum Direktor des Foreign Service Institute ernannt, die primäre Ausbildungseinrichtung für Angestellte des US-Außenministeriums, die Diplomaten sowie andere Fachkräfte darauf vorbereitet, die Interessen der US-Außenpolitik in Übersee und in Washington, D.C. zu vertreten. Er hatte diese Funktion bis zum 31. Januar 1982 inne und wurde im Anschluss von Stephen Low abgelöst. Anschließend war er während der Amtszeit von Außenminister George Shultz abermals im Planungsstab des Außenministeriums tätig. Am 13. August 1984 wurde er zum Botschafter in Jordanien berufen und überreichte dort am 1. September 1984 sein Beglaubigungsschreiben als Nachfolger von Richard Noyes Viets. Diese Funktion hatte er bis zum 13. August 1987 inne und wurde danach von Roscoe S. Suddarth abgelöst. Ihm wurde die Vermittlung geheimer Treffen zwischen jordanischen und israelischen Beamten zu vielen Themen zugeschrieben, darunter Telekommunikation, Terrorismusbekämpfung und gemeinsame Nutzung von Wasser. 
1988 wurde Paul H. Boeker, der sich auch für den Council on Foreign Relations engagierte, Präsident des Institute of the Americas (IOA), eine 1983 gegründete unabhängige, gemeinnützige Einrichtung an der University of California, San Diego zur Förderung von Entwicklung und Integration und Hervorhebung der Rolle des Privatsektors als Mittel zur Verbesserung des wirtschaftlichen, politischen und sozialen Wohlergehens der Menschen in den amerikanischen Staaten. Er hatte diese Funktion bis zu seinem Tode in Folge eines Hirntumors 2003 inne. Aus seiner Ehe mit Margaret Macon Campbell Boeker gingen zwei Töchter und ein Sohn hervor.

## Veröffentlichungen
- Lost Illusions: Latin America’s Struggle for Democracy as Recounted by its Leaders, 1990
- Latin America’s Turnaround: Privatization, Foreign Investment, and Growth, 1993